# 王弋丁
王弋丁（1926年—），江西安福人，中华人民共和国民俗学家。

## 生平
早年于广西大学、江西大学就读。1948年加入中国农工民主党。1951年后，历任南宁师范学校、南宁四中、广西教师进修学院教员、教导主任。1960年后，历任广西民族学院、广西教育学院、南宁师范学院教师、讲师、副教授，后升任广西师范学院副院长。当选为第七届全国人大代表。

## 著作
- 《文学基本原理》
- 《仫佬族毛难族京族文学概况》